# Scott Redding
Scott Redding, född den 4 januari 1993 i Quedgeley, är en brittisk roadracingförare.
Redding kör sedan 2020 VM i Superbike-klassen för Ducati. Redding tävlade i Grand Prix Roadracing från 2008 till 2018, från 2014 i MotoGP-klassen. Redding blev tvåa i världsmästerskapen i Moto2-klassen 2013.

## Roadracingkarriär
Redding inledde sin proffskarriär i det spanska 125-mästerskapet, där han 2007 slutade tvåa efter Stefan Bradl. Han belönades med ett VM-kontrakt 2008 i 125GP med Blusens Aprilia och tog chansen, då han efter ett spektakulärt debutlopp slutade femma, bara hundradelar från prispallen. Sin första seger i 125GP tog Redding i Storbritanniens GP 22 juni 2008 på Donington Park vid en ålder av 15 år och 170 dagar, och blev därmed den yngste någonsin att vinna ett Grand Prix i roadracing. Ett rekord han tog av Marco Melandri.
Från 2010 till 2013 körde Redding i Moto2-klassen för Marc VDS Racing Team. Första segern i klassen kom 2013 vid Frankrikes Grand Prix. Redding ledde Roadracing-VM 2013 efter 14 av 17 deltävlingar, då han bröt handleden på kvalet till Australiens GP och tvangs avstå det. Han ställde upp skadad i Japan, men blev oförskyllt indragen i en större krasch och stod vid sidan och såg på när Pol Espargaró tog hem VM-titeln.
Roadracing-VM 2014 gick Redding upp till kungaklassen MotoGP, där han körde en Honda i öppna kategorin för Gresini Racing. 2015 fick Redding en fabriksmotorcykel från Honda och körde för sitt förra Moto2-team Marc VDS Racing Team som gjorde debut i MotoGP. Redding trivdes inte på Hondan och resultaten uteblev bortsett från tredjeplatsen i San Marinos Grand Prix i växlande väderförhållanden. Han kom på 13:e plats i VM 2016 körde Redding för Pramac Ducati och kom på 15:e plats i VM. Han tog en tredjeplats i regnet på Assen TT Circuit. Redding fortsatte hos Pramac 2017 som blev ett tungt år. Han kom på 14:e plats i VM. Redding fick lämna Pramac men lyckades få en styrning med Aprilia Gresini Racing till 2018. Efter ytterligare ett tungt år  fick Redding ingen styrning i MotoGP till 2019. Han körde British Superbike 2019 och blev mästare.
Efter segen i Brittish Superbike fick Redding kontrakt att köra för Ducati i Superbike VM 2020.

### VM-säsonger
| Säsong | Klass                                        | Plac.                                        | Poäng                                        | 1/2/3- plac.                                 | Starter                                      | Motorcykel                                   | Team                                         | Startnr                                      |
| ------ | -------------------------------------------- | -------------------------------------------- | -------------------------------------------- | -------------------------------------------- | -------------------------------------------- | -------------------------------------------- | -------------------------------------------- | -------------------------------------------- |
| 2008   | 125GP                                        | 11                                           | 105                                          | 1 / - / -                                    | 17                                           | Aprilia                                      | Blusens Aprilia Junior                       | 45                                           |
| 2009   | 125GP                                        | 15                                           | 50                                           | - / - / 1                                    | 16                                           | Aprilia                                      | Blusens Aprilia                              | 45                                           |
| 2010   | Moto2                                        | 8                                            | 102                                          | - / 1 / 1                                    | 17                                           | Suter                                        | Marc VDS Racing Team                         | 45                                           |
| 2011   | Moto2                                        | 15                                           | 63                                           | - / - / -                                    | 17                                           | Suter                                        | Marc VDS Racing Team                         | 45                                           |
| 2012   | Moto2                                        | 5                                            | 161                                          | - / 1 / 4                                    | 17                                           | Kalex                                        | Marc VDS Racing Team                         | 45                                           |
| 2013   | Moto2                                        | 2                                            | 225                                          | 3 / 3 / 1                                    | 16                                           | Kalex                                        | Marc VDS Racing Team                         | 45                                           |
| 2014   | MotoGP                                       | 12                                           | 81                                           | - / - / -                                    | 18                                           | Honda                                        | Go & Fun Honda Gresini                       | 45                                           |
| 2015   | MotoGP                                       | 13                                           | 84                                           | - / - / 1                                    | 18                                           | Honda                                        | Marc VDS Racing Team                         | 45                                           |
| 2016   | MotoGP                                       | 15                                           | 74                                           | - / - / 1                                    | 18                                           | Ducati                                       | Octo Pramac Racing                           | 45                                           |
| 2017   | MotoGP                                       | 14                                           | 64                                           | - / - / -                                    | 18                                           | Ducati                                       | Octo Pramac Racing                           | 45                                           |
| 2018   | MotoGP                                       | 21                                           | 20                                           | - / - / -                                    | 18                                           | Aprilia                                      | Aprilia Racing Team Gresini                  | 45                                           |
| 2019   | Inget VM-deltagande. Vann Brittish Superbike | Inget VM-deltagande. Vann Brittish Superbike | Inget VM-deltagande. Vann Brittish Superbike | Inget VM-deltagande. Vann Brittish Superbike | Inget VM-deltagande. Vann Brittish Superbike | Inget VM-deltagande. Vann Brittish Superbike | Inget VM-deltagande. Vann Brittish Superbike | Inget VM-deltagande. Vann Brittish Superbike |
| 2020   | Superbike                                    |                                              |                                              |                                              |                                              | Ducati                                       | ARUBA.IT Racing - Ducati                     | 45                                           |

## Framskjutna placeringar
Uppdaterad till 2017-12-31.

### Tredjeplatser MotoGP
| Nr | Grand Prix | År   |
| -- | ---------- | ---- |
| 1  | San Marino | 2015 |
| 2  | TT Assen   | 2016 |

| Nr | Grand Prix     | År   |
| -- | -------------- | ---- |
| 1  | Frankrike      | 2013 |
| 2  | Italien        | 2013 |
| 3  | Storbritannien | 2013 |

| Nr | Grand Prix     | År   |
| -- | -------------- | ---- |
| 1  | Australien     | 2010 |
| 2  | Storbritannien | 2012 |
| 3  | Qatar          | 2013 |
| 4  | Spanien        | 2013 |
| 5  | TT Assen       | 2013 |

| Nr | Grand Prix   | År   |
| -- | ------------ | ---- |
| 1  | Indianapolis | 2010 |
| 2  | Frankrike    | 2012 |
| 3  | TT Assen     | 2012 |
| 4  | Aragonien    | 2012 |
| 5  | Indianapolis | 2013 |

| Nr | Grand Prix     | År   |
| -- | -------------- | ---- |
| 1  | Storbritannien | 2008 |

| Nr | Grand Prix | År |
| -- | ---------- | -- |

| Nr | Grand Prix     | År   |
| -- | -------------- | ---- |
| 1  | Storbritannien | 2009 |